# Campeonato de Primera División 2020-21 (Honduras)
El Campeonato de Primera División 2020-21 (también llamado Liga SalvaVida por motivos de patrocinio), fue la 55.ª edición de la Liga Nacional de Honduras.

## Sistema de competición
En la fase de clasificación se observará el sistema de puntos. La ubicación en la tabla general está sujeta a lo siguiente:
- Por juego ganado se obtendrán tres puntos.
- Por juego empatado se obtendrá un punto.
- Por juego perdido no se otorgan puntos.

Debido a la pandemia del COVID-19, se decidió cambiar el formato del torneo a dos pentagonales, la primera conformada por equipos de la zona norte de Honduras que son Real España, Marathon, Honduras Progreso, Vida y Platense, y la otra pentagonal conformada por equipos de la zona centro que son Olimpia, Motagua, UPNFM, Real de Minas y Real Sociedad.
Real Sociedad es un equipo de la zona norte, pero debido a que no hay suficientes equipos en la zona centro, fue elegido el equipo de Tocoa.
Cada equipo jugará 2 vueltas con cada integrante de la pentagonal, cuando no le toca jugar en su pentagonal, jugará a partido contra el que no le toque jugar de la otra pentagonal, y al finalizar las vueltas, jugará con cada integrante de la otra pentagonal (salvo con el que jugó en las vueltas).

### Fase final
La fase final se definirá por las siguientes etapas:
- Final de grupos
- Repechaje
- Semifinal
- Final

Los primeros de cada pentagonal, jugará una final a partido ida y vuelta, para definir quién clasifica a la finalísima. Los segundos y los terceros, deberán jugar un repechaje, para definir los 2 que van acompañar a los primeros de las pentagonales para jugar la semifinal, la semifinal van los primeros contra los ganadores del repechaje, los ganadores de la semifinal van a jugar la final para definir al campeón, si el campeón es el mismo que ganó la final de grupos, se proclamaría campeonísimo de la liga, sino jugará una finalísima a partido ida y vuelta para saber quien es el campeón del Torneo Apertura 2020 y el Torneo Clausura 2021
El mejor campeón del campeonato clasificará a la Liga de Campeones de la Concacaf 2022. Mientras que los subcampeones de ambos torneos cortos accederán a la Liga Concacaf 2021.

## Información de los equipos

### Ascenso y descenso
| Pos | a la Liga Nacional |
| --- | ------------------ |
| 1.º | '                  |

| Pos  | a la Liga de Ascenso |
| ---- | -------------------- |
| 10.º | '                    |

### Equipos participantes
| Equipo            | Ciudad         | Entrenador          | Estadio                  | Capacidad | Indumentaria   | Patrocinador(es) principal(es) |
| ----------------- | -------------- | ------------------- | ------------------------ | --------- | -------------- | ------------------------------ |
| Olimpia           | Tegucigalpa    | Pedro Troglio       | Nacional                 | 35 000    | Umbro          | Banco Atlántida                |
| Motagua           | Tegucigalpa    | Diego Vásquez       | Nacional                 | 35 000    | Joma           | Pepsi                          |
| Real España       | San Pedro Sula | Raúl Gutiérrez      | Morazán                  | 20 000    | Joma           | El Cañal                       |
| Marathón          | San Pedro Sula | Héctor Vargas       | Yankel Rosenthal         | 15 000    | Joma           | Llantilandia                   |
| Vida              | La Ceiba       | Fernando Mira       | Ceibeño                  | 20 000    | Huriver Ardesa | Molineros's                    |
| Platense          | Puerto Cortés  | Guillermo Bernárdez | Excelsior                | 10 000    | Sevilla Sport  | Asiatiko's Parts               |
| Honduras Progreso | El Progreso    | Fernando Araújo     | Humberto Micheletti      | 5000      | Puma           | Arroz Progreso                 |
| UPNFM             | Tegucigalpa    | Salomón Nazar       | Nacional                 | 8000      | Huriver        | Banco de Occidente             |
| Real de Minas     | Tegucigalpa    | Reynaldo Tilguath   | Marcelo Tinoco           | 5000      | MGsports       | DeTodo                         |
| Real Sociedad     | Tocoa          | Héctor Castellón    | Francisco Martínez Durón | 10        | Huriver        | Molineros's                    |

### Equipos por zona geográfica
| Real de Minas Honduras Progreso Motagua Olimpia UPNFM Real Sociedad Real España Marathón Vida Platense \| Departamento \| N.º \| Equipos \| \| ----------------- \| --- \| --------------------------------------- \| \| Francisco Morazán \| 4 \| Motagua, Olimpia, UPNFM y Real de Minas \| \| Cortés \| 3 \| Marathón, Platense y Real España \| \| Yoro \| 1 \| Honduras Progreso \| \| Atlántida \| 1 \| Vida \| \| Colón \| 1 \| Real Sociedad \| |     |                                         |
| Departamento | N.º | Equipos                                 |
| Francisco Morazán | 4   | Motagua, Olimpia, UPNFM y Real de Minas |
| Cortés | 3   | Marathón, Platense y Real España        |
| Yoro | 1   | Honduras Progreso                       |
| Atlántida | 1   | Vida                                    |
| Colón | 1   | Real Sociedad                           |

## Torneo Apertura

### Fase de clasificación
| Jornada 1          | Jornada 1 | Jornada 1     | Jornada 1           | Jornada 1        | Jornada 1 |
| Local              | Resultado | Visitante     | Estadio             | Fecha            | Hora      |
| ------------------ | --------- | ------------- | ------------------- | ---------------- | --------- |
| UPNFM              | 2 - 3     | Motagua       | Nacional            | 26 de septiembre | 19:00     |
| Real España        | 1 - 1     | Olimpia       | Olímpico            | 27 de septiembre | 19:00     |
| Real Sociedad      | 0 - 0     | Real de Minas | Francisco Martínez  | 3 de octubre     | 15:00     |
| Vida               | 3 - 3     | Platense      | Ceibeño             | 3 de octubre     | 17:15     |
| Honduras Progreso  | 1 - 1     | Marathón      | Humberto Micheletti | 3 de octubre     | 19:00     |
| Total de goles: 15 |           |               |                     |                  |           |

| Jornada 2          | Jornada 2 | Jornada 2     | Jornada 2           | Jornada 2    | Jornada 2 |
| Local              | Resultado | Visitante     | Estadio             | Fecha        | Hora      |
| ------------------ | --------- | ------------- | ------------------- | ------------ | --------- |
| Platense           | 1 - 0     | Real España   | Excélsior           | 7 de octubre | 15:00     |
| Marathón           | 1 - 2     | Motagua       | Yankel Rosenthal    | 7 de octubre | 15:00     |
| Real Sociedad      | 2 - 3     | UPNFM         | Francisco Martínez  | 7 de octubre | 17:15     |
| Honduras Progreso  | 1 - 1     | Vida          | Humberto Micheletti | 7 de octubre | 19:00     |
| Olimpia            | 0 - 0     | Real de Minas | Nacional            | 7 de octubre | 19:00     |
| Total de goles: 11 |           |               |                     |              |           |

| Jornada 3          | Jornada 3 | Jornada 3         | Jornada 3      | Jornada 3     | Jornada 3 |
| Local              | Resultado | Visitante         | Estadio        | Fecha         | Hora      |
| ------------------ | --------- | ----------------- | -------------- | ------------- | --------- |
| Real de Minas      | 1 - 1     | Platense          | Marcelo Tinoco | 10 de octubre | 17:00     |
| Vida               | 0 - 1     | Marathón          | Ceibeño        | 10 de octubre | 19:00     |
| Olimpia            | 3 - 1     | UPNFM             | Nacional       | 10 de octubre | 19:00     |
| Motagua            | 2 - 1     | Real Sociedad     | Nacional       | 11 de octubre | 16:00     |
| Real España        | 5 - 0     | Honduras Progreso | Morazán        | 11 de octubre | 19:00     |
| Total de goles: 15 |           |                   |                |               |           |

| Jornada 4         | Jornada 4 | Jornada 4         | Jornada 4        | Jornada 4     | Jornada 4 |
| Local             | Resultado | Visitante         | Estadio          | Fecha         | Hora      |
| ----------------- | --------- | ----------------- | ---------------- | ------------- | --------- |
| Marathón          | 3 - 0     | Real España       | Yankel Rosenthal | 14 de octubre | 15:00     |
| Vida              | 1 - 0     | Real Sociedad     | Ceibeño          | 14 de octubre | 17:15     |
| UPNFM             | 2 - 2     | Real de Minas     | Nacional         | 14 de octubre | 19:00     |
| Platense          | 0 - 0     | Honduras Progreso | Excélsior        | 15 de octubre | 15:00     |
| Motagua           | 0 - 0     | Olimpia           | Nacional         | 15 de octubre | 17:00     |
| Total de goles: 8 |           |                   |                  |               |           |

| Jornada 5          | Jornada 5 | Jornada 5 | Jornada 5           | Jornada 5     | Jornada 5 |
| Local              | Resultado | Visitante | Estadio             | Fecha         | Hora      |
| ------------------ | --------- | --------- | ------------------- | ------------- | --------- |
| Real Sociedad      | 0 - 2     | Olimpia   | Francisco Martínez  | 18 de octubre | 15:00     |
| Platense           | 0 - 1     | Marathón  | Excélsior           | 18 de octubre | 15:00     |
| Real de Minas      | 0 - 3     | Motagua   | Marcelo Tinoco      | 18 de octubre | 17:00     |
| Real España        | 0 - 3     | Vida      | Morazán             | 18 de octubre | 18:00     |
| Honduras Progreso  | 2 - 3     | UPNFM     | Humberto Micheletti | 18 de octubre | 20:00     |
| Total de goles: 14 |           |           |                     |               |           |

| Jornada 6          | Jornada 6 | Jornada 6         | Jornada 6        | Jornada 6      | Jornada 6 |
| Local              | Resultado | Visitante         | Estadio          | Fecha          | Hora      |
| ------------------ | --------- | ----------------- | ---------------- | -------------- | --------- |
| Real de Minas      | 2 - 1     | Real Sociedad     | Marcelo Tinoco   | 5 de diciembre | 15:00     |
| Marathón           | 4 - 0     | Honduras Progreso | Yankel Rosenthal | 5 de diciembre | 15:00     |
| Motagua            | 0 - 1     | UPNFM             | Nacional         | 6 de diciembre | 16:00     |
| Platense           | 1 - 0     | Vida              | Excélsior        | 6 de diciembre | 19:00     |
| Olimpia            | 1 - 0     | Real España       | Nacional         | 6 de diciembre | 20:00     |
| Total de goles: 10 |           |                   |                  |                |           |

| Jornada 7          | Jornada 7 | Jornada 7         | Jornada 7      | Jornada 7     | Jornada 7 |
| Local              | Resultado | Visitante         | Estadio        | Fecha         | Hora      |
| ------------------ | --------- | ----------------- | -------------- | ------------- | --------- |
| Real de Minas      | 2 - 3     | Olimpia           | Marcelo Tinoco | 24 de octubre | 15:00     |
| Vida               | 4 - 1     | Honduras Progreso | Ceibeño        | 24 de octubre | 17:15     |
| UPNFM              | 1 - 1     | Real Sociedad     | Nacional       | 24 de octubre | 19:00     |
| Motagua            | 1 - 1     | Marathón          | Nacional       | 25 de octubre | 16:00     |
| Real España        | 3 - 2     | Platense          | Morazán        | 25 de octubre | 19:00     |
| Total de goles: 19 |           |                   |                |               |           |

| Jornada 8          | Jornada 8 | Jornada 8     | Jornada 8           | Jornada 8     | Jornada 8 |
| Local              | Resultado | Visitante     | Estadio             | Fecha         | Hora      |
| ------------------ | --------- | ------------- | ------------------- | ------------- | --------- |
| Marathón           | 0 - 2     | Vida          | Yankel Rosenthal    | 28 de octubre | 15:00     |
| Real Sociedad      | 1 - 5     | Motagua       | Francisco Martínez  | 28 de octubre | 15:00     |
| UPNFM              | 1 - 1     | Olimpia       | Nacional            | 28 de octubre | 17:00     |
| Platense           | 3 - 2     | Real de Minas | Excélsior           | 28 de octubre | 19:00     |
| Honduras Progreso  | 0 - 3     | Real España   | Humberto Micheletti | 28 de octubre | 19:00     |
| Total de goles: 18 |           |               |                     |               |           |

| Jornada 9          | Jornada 9 | Jornada 9 | Jornada 9           | Jornada 9      | Jornada 9 |
| Local              | Resultado | Visitante | Estadio             | Fecha          | Hora      |
| ------------------ | --------- | --------- | ------------------- | -------------- | --------- |
| Real de Minas      | 1 - 1     | UPNFM     | Marcelo Tinoco      | 31 de octubre  | 15:00     |
| Honduras Progreso  | 1 - 1     | Platense  | Humberto Micheletti | 31 de octubre  | 19:00     |
| Real España        | 0 - 1     | Marathón  | Morazán             | 31 de octubre  | 19:00     |
| Real Sociedad      | 1 - 6     | Vida      | Francisco Martínez  | 1 de noviembre | 15:00     |
| Olimpia            | 2 - 1     | Motagua   | Nacional            | 1 de noviembre | 16:00     |
| Total de goles: 15 |           |           |                     |                |           |

| Jornada 10         | Jornada 10 | Jornada 10        | Jornada 10       | Jornada 10      | Jornada 10 |
| Local              | Resultado  | Visitante         | Estadio          | Fecha           | Hora       |
| ------------------ | ---------- | ----------------- | ---------------- | --------------- | ---------- |
| Vida               | 2 - 2      | Real España       | Ceibeño          | 21 de noviembre | 17:15      |
| Motagua            | 2 - 1      | Real de Minas     | Nacional         | 21 de noviembre | 19:00      |
| Marathón           | 3 - 0      | Platense          | Yankel Rosenthal | 22 de noviembre | 15:00      |
| Olimpia            | 5 - 0      | Real Sociedad     | Nacional         | 22 de noviembre | 16:00      |
| UPNFM              | 0 - 1      | Honduras Progreso | Nacional         | 23 de noviembre | 15:00      |
| Total de goles: 16 |            |                   |                  |                 |            |

| Jornada 11         | Jornada 11 | Jornada 11    | Jornada 11          | Jornada 11      | Jornada 11 |
| Local              | Resultado  | Visitante     | Estadio             | Fecha           | Hora       |
| ------------------ | ---------- | ------------- | ------------------- | --------------- | ---------- |
| Real Sociedad      | 2 - 3      | Platense      | Francisco Martínez  | 25 de noviembre | 15:05      |
| UPNFM              | 0 - 2      | Marathón      | Nacional            | 25 de noviembre | 17:00      |
| Real España        | 1 - 1      | Real de Minas | Morazán             | 25 de noviembre | 19:00      |
| Olimpia            | 1 - 0      | Vida          | Nacional            | 25 de noviembre | 20:00      |
| Honduras Progreso  | 0 - 5      | Motagua       | Humberto Micheletti | 26 de noviembre | 15:00      |
| Total de goles: 15 |            |               |                     |                 |            |

| Jornada 12         | Jornada 12 | Jornada 12        | Jornada 12       | Jornada 12      | Jornada 12 |
| Local              | Resultado  | Visitante         | Estadio          | Fecha           | Hora       |
| ------------------ | ---------- | ----------------- | ---------------- | --------------- | ---------- |
| Marathón           | 5 - 0      | Real Sociedad     | Yankel Rosenthal | 28 de noviembre | 15:00      |
| Vida               | 3 - 1      | Real de Minas     | Ceibeño          | 28 de noviembre | 17:15      |
| Olimpia            | 5 - 0      | Honduras Progreso | Nacional         | 29 de noviembre | 16:00      |
| Real España        | 0 - 1      | Motagua           | Morazán          | 29 de noviembre | 17:00      |
| Platense           | 1 - 1      | UPNFM             | Excélsior        | 29 de noviembre | 18:00      |
| Total de goles: 17 |            |                   |                  |                 |            |

| Jornada 13         | Jornada 13 | Jornada 13    | Jornada 13          | Jornada 13      | Jornada 13 |
| Local              | Resultado  | Visitante     | Estadio             | Fecha           | Hora       |
| ------------------ | ---------- | ------------- | ------------------- | --------------- | ---------- |
| Real de Minas      | 2 - 0      | Marathón      | Marcelo Tinoco      | 14 de noviembre | 15:00      |
| Honduras Progreso  | 1 - 2      | Real Sociedad | Humberto Micheletti | 14 de noviembre | 15:00      |
| UPNFM              | 1 - 1      | Real España   | Nacional            | 14 de noviembre | 17:00      |
| Platense           | 2 - 3      | Olimpia       | Excélsior           | 15 de noviembre | 15:00      |
| Motagua            | 3 - 0      | Vida          | Nacional            | 15 de noviembre | 16:00      |
| Total de goles: 15 |            |               |                     |                 |            |

| Jornada 14         | Jornada 14 | Jornada 14        | Jornada 14         | Jornada 14      | Jornada 14 |
| Local              | Resultado  | Visitante         | Estadio            | Fecha           | Hora       |
| ------------------ | ---------- | ----------------- | ------------------ | --------------- | ---------- |
| Marathón           | 1 - 3      | Olimpia           | Yankel Rosenthal   | 12 de diciembre | 15:00      |
| Real de Minas      | 3 - 4      | Honduras Progreso | Marcelo Tinoco     | 12 de diciembre | 15:00      |
| Vida               | 0 - 3      | UPNFM             | Ceibeño            | 12 de diciembre | 15:00      |
| Motagua            | 5 - 0      | Platense          | Nacional           | 12 de diciembre | 15:00      |
| Real Sociedad      | 1 - 2      | Real España       | Francisco Martínez | 12 de diciembre | 15:00      |
| Total de goles: 22 |            |                   |                    |                 |            |

### Grupo A
Simbología:

Pts: puntos acumulados.

PJ: partidos jugados.

PG: partidos ganados.

PE: partidos empatados.

PP: partidos perdidos.

GF: goles a favor.

GC: goles en contra.

|                                                |    | Equipo            | PJ | G | E | P | GF | GC | Dif. | Pts |
| ---------------------------------------------- | -- | ----------------- | -- | - | - | - | -- | -- | ---- | --- |
|                                                | 1. | Marathón          | 14 | 8 | 2 | 4 | 24 | 11 | +13  | 26  |
|                                                | 2. | Vida              | 14 | 6 | 3 | 5 | 25 | 18 | +7   | 21  |
|                                                | 3. | Platense          | 14 | 4 | 5 | 5 | 18 | 25 | -7   | 17  |
|                                                | 4. | Real España       | 14 | 4 | 4 | 6 | 18 | 18 | 0    | 16  |
|                                                | 5. | Honduras Progreso | 14 | 2 | 4 | 8 | 12 | 37 | -25  | 10  |
| Última actualización: 12 de diciembre de 2020. |    |                   |    |   |   |   |    |    |      |     |

|  | Clasificado directo a semifinales |
|  | Clasificado a la fase final       |
|  | Último lugar                      |

### Grupo B
Simbología:

Pts: puntos acumulados.

PJ: partidos jugados.

PG: partidos ganados.

PE: partidos empatados.

PP: partidos perdidos.

GF: goles a favor.

GC: goles en contra.

|                                                |    | Equipo        | PJ | G  | E | P  | GF | GC | Dif. | Pts |
| ---------------------------------------------- | -- | ------------- | -- | -- | - | -- | -- | -- | ---- | --- |
|                                                | 1. | Olimpia       | 14 | 10 | 4 | 0  | 30 | 9  | +21  | 34  |
|                                                | 2. | Motagua       | 14 | 10 | 2 | 2  | 33 | 10 | +23  | 32  |
|                                                | 3. | UPNFM         | 14 | 4  | 6 | 4  | 20 | 20 | 0    | 18  |
|                                                | 4. | Real de Minas | 14 | 2  | 6 | 6  | 18 | 24 | -6   | 12  |
|                                                | 5. | Real Sociedad | 14 | 1  | 2 | 11 | 12 | 38 | -26  | 5   |
| Última actualización: 12 de diciembre de 2020. |    |               |    |    |   |    |    |    |      |     |

|  | Clasificado directo a semifinales |
|  | Clasificado a la fase final       |
|  | Último lugar                      |

### Fase final
|  | Repechajes | Repechajes | Repechajes | Repechajes | Repechajes |   |      | Semifinales | Semifinales | Semifinales | Semifinales | Semifinales |  |     | Final   | Final    | Final    | Final | Final |   |  | Finalisima | Finalisima | Finalisima | Finalisima | Finalisima |  |
|  |            |            |            |            |            |   |      |             |             |             |             |             |  |     |         |          |          |       |       |   |  |            |            |            |            |            |  |
|  |            |            |            |            |            |   |      |             |             |             |             |             |  |     |         |          |          |       |       |   |  |            |            |            |            |            |  |
|  | 2A.º       | Vida       | 3          | 5          | 8          |   |      |             |             |             |             |             |  |     |         |          |          |       |       |   |  |            |            |            |            |            |  |
|  | 2A.º       | Vida       | 3          | 5          | 8          |   |      |             |             |             |             |             |  |     |         |          |          |       |       |   |  |            |            |            |            |            |  |
|  | 3B.º       | UPNFM      | 1          | 1          | 2          |   |      |             |             |             |             |             |  |     |         |          |          |       |       |   |  |            |            |            |            |            |  |
|  | 3B.º       | UPNFM      | 1          | 1          | 2          |   | 1B.º | Olimpia     | 0           | 3           | 3           |             |  |     |         |          |          |       |       |   |  |            |            |            |            |            |  |
|  |            |            |            |            |            |   | 1B.º | Olimpia     | 0           | 3           | 3           |             |  |     |         |          |          |       |       |   |  |            |            |            |            |            |  |
|  |            |            | 2A.º       | Vida       | 0          | 0 | 0    |             |             |             |             |             |  |     |         |          |          |       |       |   |  |            |            |            |            |            |  |
|  | 2B.º       | Motagua    | 2A.º       | Vida       | 0          | 0 | 0    | 4           | 0           | 4           |             |             |  |     |         |          |          |       |       |   |  |            |            |            |            |            |  |
|  | 2B.º       | Motagua    |            |            |            |   |      |             |             | 4           |             |             |  |     |         |          |          |       |       |   |  |            |            |            |            |            |  |
|  | 3A.º       | Platense   | 2          | 1          | 3          |   |      |             |             |             |             |             |  |     |         |          |          |       |       |   |  |            |            |            |            |            |  |
|  | 3A.º       | Platense   | 2          | 1          | 3          |   |      |             |             |             |             |             |  | 1.° | Olimpia | 3        | 0        | 3     |       |   |  |            |            |            |            |            |  |
|  |            |            |            |            |            |   |      |             |             |             |             |             |  | 1.° | Olimpia | 3        | 0        | 3     |       |   |  |            |            |            |            |            |  |
|  |            |            | 2.º        | Motagua    | 1          | 0 | 1    |             |             |             |             |             |  |     |         |          |          |       |       |   |  |            |            |            |            |            |  |
|  |            |            | 2.º        | Motagua    | 1          | 0 | 1    |             |             |             |             |             |  |     |         |          |          |       |       |   |  |            |            |            |            |            |  |
|  |            |            |            |            |            |   |      |             |             |             |             |             |  |     |         |          |          |       |       |   |  |            |            |            |            |            |  |
|  |            |            |            |            |            |   |      |             |             |             |             |             |  |     |         |          |          |       |       |   |  |            |            |            |            |            |  |
|  |            | 1A.º       | Marathón   | 0          | 1          | 1 |      |             |             |             |             |             |  |     |         |          |          |       |       |   |  |            |            |            |            |            |  |
|  |            |            |            |            |            | 1 |      |             |             |             |             |             |  |     |         |          |          |       |       |   |  |            |            |            |            |            |  |
|  |            |            | 2B.º       | Motagua    | 2          | 2 | 4    |             |             |             |             |             |  |     |         |          |          |       |       |   |  |            |            |            |            |            |  |
|  |            |            | 2B.º       | Motagua    | 2          | 2 | 4    |             |             |             |             |             |  |     |         |          |          |       |       |   |  |            |            |            |            |            |  |
|  |            |            |            |            |            |   |      |             |             |             |             |             |  |     |         |          |          |       |       |   |  |            |            |            |            |            |  |
|  |            |            |            |            |            |   |      |             |             |             |             |             |  |     |         |          |          |       |       |   |  |            |            |            |            |            |  |
|  |            |            |            |            |            |   |      |             |             |             |             |             |  |     |         | Marathón | Marathón | 0     | 0     | 0 |  |            |            |            |            |            |  |
|  |            |            |            |            |            |   |      |             |             |             |             |             |  |     |         |          |          |       |       | 0 |  |            |            |            |            |            |  |
|  |            |            | Olimpia    | Olimpia    | 2          | 1 | 3    |             |             |             |             |             |  |     |         |          |          |       |       |   |  |            |            |            |            |            |  |
|  |            |            | Olimpia    | Olimpia    | 2          | 1 | 3    |             |             |             |             |             |  |     |         |          |          |       |       |   |  |            |            |            |            |            |  |
|  |            |            |            |            |            |   |      |             |             |             |             |             |  |     |         |          |          |       |       |   |  |            |            |            |            |            |  |
|  |            |            |            |            |            |   |      |             |             |             |             |             |  |     |         |          |          |       |       |   |  |            |            |            |            |            |  |
|  |            |            |            |            |            |   |      |             |             |             |             |             |  |     |         |          |          |       |       |   |  |            |            |            |            |            |  |
|  |            |            |            |            |            |   |      |             |             |             |             |             |  |     |         |          |          |       |       |   |  |            |            |            |            |            |  |
|  |            |            |            |            |            |   |      |             |             |             |             |             |  |     |         |          |          |       |       |   |  |            |            |            |            |            |  |
|  |            |            |            |            |            |   |      |             |             |             |             |             |  |     |         |          |          |       |       |   |  |            |            |            |            |            |  |
|  |            |            |            |            |            |   |      |             |             |             |             |             |  |     |         |          |          |       |       |   |  |            |            |            |            |            |  |
|  |            |            |            |            |            |   |      |             |             |             |             |             |  |     |         |          |          |       |       |   |  |            |            |            |            |            |  |
|  |            |            |            |            |            |   |      |             |             |             |             |             |  |     |         |          |          |       |       |   |  |            |            |            |            |            |  |
|  |            |            |            |            |            |   |      |             |             |             |             |             |  |     |         |          |          |       |       |   |  |            |            |            |            |            |  |
|  |            |            |            |            |            |   |      |             |             |             |             |             |  |     |         |          |          |       |       |   |  |            |            |            |            |            |  |
|  |            |            |            |            |            |   |      |             |             |             |             |             |  |     |         |          |          |       |       |   |  |            |            |            |            |            |  |
|  |            |            |            |            |            |   |      |             |             |             |             |             |  |     |         |          |          |       |       |   |  |            |            |            |            |            |  |
|  |            |            |            |            |            |   |      |             |             |             |             |             |  |     |         |          |          |       |       |   |  |            |            |            |            |            |  |
|  |            |            |            |            |            |   |      |             |             |             |             |             |  |     |         |          |          |       |       |   |  |            |            |            |            |            |  |
|  |            |            |            |            |            |   |      |             |             |             |             |             |  |     |         |          |          |       |       |   |  |            |            |            |            |            |  |
|  |            |            |            |            |            |   |      |             |             |             |             |             |  |     |         |          |          |       |       |   |  |            |            |            |            |            |  |
|  |            |            |            |            |            |   |      |             |             |             |             |             |  |     |         |          |          |       |       |   |  |            |            |            |            |            |  |
|  |            |            |            |            |            |   |      |             |             |             |             |             |  |     |         |          |          |       |       |   |  |            |            |            |            |            |  |
|  |            |            |            |            |            |   |      |             |             |             |             |             |  |     |         |          |          |       |       |   |  |            |            |            |            |            |  |
|  |            |            |            |            |            |   |      |             |             |             |             |             |  |     |         |          |          |       |       |   |  |            |            |            |            |            |  |
|  |            |            |            |            |            |   |      |             |             |             |             |             |  |     |         |          |          |       |       |   |  |            |            |            |            |            |  |

### Repechajes
| 19 de diciembre de 2020, 17:00 | UPNFM    | 1:3 (0:2) | Vida             | Estadio Nacional, Tegucigalpa |                          |
|                                | Peña 60' | Reporte   | Palma 2' 38' 80' | Árbitro(s): Selvin Brown      | Árbitro(s): Selvin Brown |

| 23 de diciembre de 2020, 17:15 | Vida                                        | 5:1 (3:1) | UPNFM       | Estadio Ceibeño, La Ceiba  |                            |
|                                | Palma 20' 65' · Aguilar 35' 54' · Quaye 44' | Reporte   | Moncada 40' | Árbitro(s): Armando Castro | Árbitro(s): Armando Castro |

| 17 de diciembre de 2020, 16:00 | Platense                 | 2:4 (1:2) | Motagua                                           | Estadio Excelsior, Puerto Cortés |                        |
|                                | Bernárdez · Barahona 83' | Reporte   | López 7' 62' · Martínez 22' (a.g.) · Castillo 50' | Árbitro(s): Luis Mejia           | Árbitro(s): Luis Mejia |

| 20 de diciembre de 2020, 16:00 | Motagua | 0:1 (0:1) | Platense      | Estadio Nacional, Tegucigalpa |                            |
|                                |         | Reporte   | Bernárdez 45' | Árbitro(s): Nelson Salgado    | Árbitro(s): Nelson Salgado |

### Final de Grupos
| 23 de diciembre de 2020, 15:00 | Marathon                         | 3:1 (0:0) | Olimpia       | Estadio Yankel Rosenthal, San Pedro Sula |                              |
|                                | Volpi 60' Solano 65' Johnson 90' | Reporte   | Hernández 85' | Árbitro(s): Héctor Rodríguez             | Árbitro(s): Héctor Rodríguez |

| 27 de diciembre de 2020, 18:00                                   | Olimpia     | 1:0 (0:0) (Global 2-3) | Marathon | Estadio Nacional, Tegucigalpa |                           |
|                                                                  | Reyes 90+4' | Reporte                |          | Árbitro(s): Oscar Moncada     | Árbitro(s): Oscar Moncada |
| Marathon Gana por Global 3-2 y se asegura un puesto en la Final. |             |                        |          |                               |                           |

### Semifinales
| 30 de diciembre de 2020, 17:15 | Vida | 0:0 (0:0) | Olimpia | Estadio Ceibeño, La Ceiba |                           |
|                                |      | Reporte   |         | Árbitro(s): Said Martinez | Árbitro(s): Said Martinez |

| 3 de enero de 2021, 16:00                             | Olimpia                                       | 3:0 (2:0) | Vida | Estadio Nacional, Tegucigalpa |                            |
|                                                       | J.Arboleda 28' J.Alvarez 42' E. Hernandez 67' | Reporte   |      | Árbitro(s): Armando Castro    | Árbitro(s): Armando Castro |
| Olimpia gana 3-0 en el Global y Clasifica a la final. |                                               |           |      |                               |                            |

| 30 de diciembre de 2020, 19:00 | Motagua          | 2:0 (1:0) | Marathon | Estadio Nacional, Tegucigalpa |                              |
|                                | Castillo 40' 73' | Reporte   |          | Árbitro(s): Melvin Matamoros  | Árbitro(s): Melvin Matamoros |

| 3 de enero de 2021, 15:00                          | Marathon         | 1:2 (1:2) | Motagua                 | Estadio Yankel Rosenthal, San Pedro Sula |                              |
|                                                    | B. Volpi 23' (p) | Reporte   | M. Vega 8' K. Lopez 38' | Árbitro(s): Héctor Rodríguez             | Árbitro(s): Héctor Rodríguez |
| Motagua gana el Global 4-2 y clasifica a la final. |                  |           |                         |                                          |                              |

### Final
| 6 de enero de 2021, 19:00 | Motagua             | 1:3 (0:3) | Olimpia                                             | Estadio Nacional, Tegucigalpa |                           |
|                           | R. Castillo 48' (P) | Reporte   | J. Bengston 2' E. Hernandez 19' R. Santos 44' (GEC) | Árbitro(s): Oscar Moncada     | Árbitro(s): Oscar Moncada |

| 10 de enero de 2021, 16:00                                                 | Olimpia | 0:0 (0:0) | Motagua | Estadio Nacional, Tegucigalpa |                              |
|                                                                            |         | Reporte   |         | Árbitro(s): Melvin Matamoros  | Árbitro(s): Melvin Matamoros |
| Olimpia gana por un global de 3-1 y clasifca a la Finalisima con Marathon. |         |           |         |                               |                              |

### Finalisima
| 14 de enero de 2021, 19:00 | Olimpia                         | 2:0 (2:0) | Marathon | Estadio Nacional, Tegucigalpa |                           |
|                            | E.Hernandez 46' J. Bengston 72' | Reporte   |          | Árbitro(s): Saíd Martinez     | Árbitro(s): Saíd Martinez |

| 17 de enero de 2021, 11:00 | Marathon | 0:1 (0:1) | Olimpia         | Estadio Yankel Rosenthal, San Pedro Sula |                              |
|                            |          | Reporte   | J. Arboleda 72' | Árbitro(s): Héctor Rodríguez             | Árbitro(s): Héctor Rodríguez |

|                             |
| Campeón Olimpia 32.° título |

## Torneo Clausura

### Fase de clasificación
| Jornada 1          | Jornada 1 | Jornada 1     | Jornada 1           | Jornada 1     | Jornada 1 |
| Local              | Resultado | Visitante     | Estadio             | Fecha         | Hora      |
| ------------------ | --------- | ------------- | ------------------- | ------------- | --------- |
| UPNFM              | 1 - 2     | Motagua       | Nacional            | 16 de febrero | 17:00     |
| Honduras Progreso  | 1 - 1     | Marathón      | Humberto Micheletti | 16 de febrero | 19:15     |
| Real Sociedad      | 1 - 1     | Real de Minas | Francisco Martínez  | 17 de febrero | 15:00     |
| Vida               | 2 - 2     | Platense      | Ceibeño             | 17 de febrero | 17:15     |
| Real España        | 1 - 2     | Olimpia       | Morazán             | 17 de febrero | 19:00     |
| Total de goles: 14 |           |               |                     |               |           |

| Jornada 2         | Jornada 2 | Jornada 2     | Jornada 2           | Jornada 2     | Jornada 2 |
| Local             | Resultado | Visitante     | Estadio             | Fecha         | Hora      |
| ----------------- | --------- | ------------- | ------------------- | ------------- | --------- |
| Marathón          | 0 - 1     | Motagua       | Yankel Rosenthal    | 20 de febrero | 15:00     |
| Olimpia           | 2 - 0     | Real de Minas | Nacional            | 20 de febrero | 19:00     |
| Honduras Progreso | 0 - 0     | Vida          | Humberto Micheletti | 20 de febrero | 19:15     |
| Real Sociedad     | 1 - 1     | UPNFM         | Francisco Martínez  | 24 de marzo   | 15:06     |
| Platense          | 2 - 2     | Real España   | Excélsior           | 7 de abril    | 17:00     |
| Total de goles: 9 |           |               |                     |               |           |

| Jornada 3          | Jornada 3 | Jornada 3         | Jornada 3      | Jornada 3     | Jornada 3 |
| Local              | Resultado | Visitante         | Estadio        | Fecha         | Hora      |
| ------------------ | --------- | ----------------- | -------------- | ------------- | --------- |
| Real de Minas      | 1 - 4     | Platense          | Marcelo Tinoco | 24 de febrero | 15:00     |
| Motagua            | 2 - 0     | Real Sociedad     | Nacional       | 24 de febrero | 16:30     |
| Vida               | 0 - 1     | Marathón          | Ceibeño        | 24 de febrero | 17:15     |
| Real España        | 1 - 0     | Honduras Progreso | Morazán        | 24 de febrero | 19:00     |
| Olimpia            | 5 - 1     | UPNFM             | Nacional       | 24 de febrero | 19:00     |
| Total de goles: 15 |           |                   |                |               |           |

| Jornada 4          | Jornada 4 | Jornada 4         | Jornada 4        | Jornada 4     | Jornada 4 |
| Local              | Resultado | Visitante         | Estadio          | Fecha         | Hora      |
| ------------------ | --------- | ----------------- | ---------------- | ------------- | --------- |
| Marathón           | 1 - 2     | Real España       | Yankel Rosenthal | 27 de febrero | 15:00     |
| UPNFM              | 2 - 0     | Real de Minas     | Nacional         | 27 de febrero | 17:00     |
| Vida               | 2 - 2     | Real Sociedad     | Ceibeño          | 27 de febrero | 17:15     |
| Motagua            | 1 - 2     | Olimpia           | Nacional         | 28 de febrero | 16:00     |
| Platense           | 0 - 4     | Honduras Progreso | Excélsior        | 28 de febrero | 17:00     |
| Total de goles: 16 |           |                   |                  |               |           |

| Jornada 5          | Jornada 5 | Jornada 5 | Jornada 5           | Jornada 5  | Jornada 5 |
| Local              | Resultado | Visitante | Estadio             | Fecha      | Hora      |
| ------------------ | --------- | --------- | ------------------- | ---------- | --------- |
| Real de Minas      | 0 - 3     | Motagua   | Marcelo Tinoco      | 3 de marzo | 15:00     |
| Real Sociedad      | 2 - 2     | Olimpia   | San Jorge           | 3 de marzo | 15:30     |
| Platense           | 5 - 3     | Marathón  | Excélsior           | 3 de marzo | 17:00     |
| Honduras Progreso  | 0 - 3     | UPNFM     | Humberto Micheletti | 3 de marzo | 19:15     |
| Real España        | 0 - 0     | Vida      | Morazán             | 4 de marzo | 19:00     |
| Total de goles: 18 |           |           |                     |            |           |

| Jornada 6          | Jornada 6 | Jornada 6         | Jornada 6        | Jornada 6  | Jornada 6 |
| Local              | Resultado | Visitante         | Estadio          | Fecha      | Hora      |
| ------------------ | --------- | ----------------- | ---------------- | ---------- | --------- |
| Real de Minas      | 0 - 0     | Real Sociedad     | Marcelo Tinoco   | 6 de marzo | 15:00     |
| Marathón           | 1 - 1     | Honduras Progreso | Yankel Rosenthal | 7 de marzo | 15:00     |
| Motagua            | 3 - 1     | UPNFM             | Nacional         | 7 de marzo | 16:00     |
| Platense           | 2 - 2     | Vida              | Excélsior        | 7 de marzo | 17:00     |
| Olimpia            | 1 - 0     | Real España       | Nacional         | 7 de marzo | 20:00     |
| Total de goles: 11 |           |                   |                  |            |           |

| Jornada 7          | Jornada 7 | Jornada 7         | Jornada 7      | Jornada 7   | Jornada 7 |
| Local              | Resultado | Visitante         | Estadio        | Fecha       | Hora      |
| ------------------ | --------- | ----------------- | -------------- | ----------- | --------- |
| Vida               | 1 - 1     | Honduras Progreso | Ceibeño        | 10 de marzo | 17:06     |
| Real de Minas      | 0 - 3     | Olimpia           | Marcelo Tinoco | 11 de marzo | 17:00     |
| Real España        | 4 - 0     | Platense          | Morazán        | 11 de marzo | 19:00     |
| Motagua            | 2 - 0     | Marathón          | Nacional       | 11 de marzo | 19:00     |
| UPNFM              | 1 - 2     | Real Sociedad     | Nacional       | 28 de marzo | 19:00     |
| Total de goles: 14 |           |                   |                |             |           |

| Jornada 8          | Jornada 8 | Jornada 8     | Jornada 8           | Jornada 8   | Jornada 8 |
| Local              | Resultado | Visitante     | Estadio             | Fecha       | Hora      |
| ------------------ | --------- | ------------- | ------------------- | ----------- | --------- |
| UPNFM              | 2 - 1     | Olimpia       | Nacional            | 16 de marzo | 16:00     |
| Marathón           | 1 - 2     | Vida          | Yankel Rosenthal    | 17 de marzo | 15:00     |
| Platense           | 1 - 1     | Real de Minas | Excélsior           | 17 de marzo | 17:00     |
| Honduras Progreso  | 1 - 1     | Real España   | Humberto Micheletti | 17 de marzo | 19:15     |
| Real Sociedad      | 3 - 3     | Motagua       | Francisco Martínez  | 7 de abril  | 15:15     |
| Total de goles: 16 |           |               |                     |             |           |

| Jornada 9          | Jornada 9 | Jornada 9 | Jornada 9           | Jornada 9   | Jornada 9 |
| Local              | Resultado | Visitante | Estadio             | Fecha       | Hora      |
| ------------------ | --------- | --------- | ------------------- | ----------- | --------- |
| Real de Minas      | 0 - 3     | UPNFM     | Marcelo Tinoco      | 20 de marzo | 17:00     |
| Real España        | 2 - 2     | Marathón  | Morazán             | 20 de marzo | 19:00     |
| Real Sociedad      | 2 - 4     | Vida      | Francisco Martínez  | 21 de marzo | 15:06     |
| Honduras Progreso  | 1 - 1     | Platense  | Humberto Micheletti | 21 de marzo | 19:15     |
| Olimpia            | 0 - 0     | Motagua   | Nacional            | 24 de abril | 19:00     |
| Total de goles: 15 |           |           |                     |             |           |

| Jornada 10         | Jornada 10 | Jornada 10        | Jornada 10       | Jornada 10  | Jornada 10 |
| Local              | Resultado  | Visitante         | Estadio          | Fecha       | Hora       |
| ------------------ | ---------- | ----------------- | ---------------- | ----------- | ---------- |
| UPNFM              | 0 - 2      | Honduras Progreso | Nacional         | 31 de marzo | 19:00      |
| Marathón           | 1 - 0      | Platense          | Yankel Rosenthal | 3 de abril  | 15:00      |
| Motagua            | 2 - 2      | Real de Minas     | Nacional         | 3 de abril  | 16:00      |
| Vida               | 2 - 3      | Real España       | Ceibeño          | 3 de abril  | 17:15      |
| Olimpia            | 3 - 1      | Real Sociedad     | Nacional         | 3 de abril  | 19:30      |
| Total de goles: 16 |            |                   |                  |             |            |

| Jornada 11         | Jornada 11 | Jornada 11        | Jornada 11       | Jornada 11  | Jornada 11 |
| Local              | Resultado  | Visitante         | Estadio          | Fecha       | Hora       |
| ------------------ | ---------- | ----------------- | ---------------- | ----------- | ---------- |
| Marathón           | 1 - 1      | UPNFM             | Yankel Rosenthal | 9 de abril  | 15:06      |
| Platense           | 1 - 1      | Real Sociedad     | Excélsior        | 10 de abril | 17:00      |
| Vida               | 0 - 3      | Olimpia           | Ceibeño          | 10 de abril | 17:15      |
| Motagua            | 5 - 2      | Honduras Progreso | Nacional         | 11 de abril | 16:00      |
| Real de Minas      | 0 - 0      | Real España       | Marcelo Tinoco   | 11 de abril | 17:00      |
| Total de goles: 14 |            |                   |                  |             |            |

| Jornada 12         | Jornada 12 | Jornada 12  | Jornada 12          | Jornada 12  | Jornada 12 |
| Local              | Resultado  | Visitante   | Estadio             | Fecha       | Hora       |
| ------------------ | ---------- | ----------- | ------------------- | ----------- | ---------- |
| Real Sociedad      | 1 - 1      | Marathón    | Francisco Martínez  | 17 de abril | 15:15      |
| UPNFM              | 0 - 0      | Platense    | Nacional            | 17 de abril | 16:00      |
| Real de Minas      | 2 - 2      | Vida        | Marcelo Tinoco      | 17 de abril | 17:00      |
| Honduras Progreso  | 0 - 5      | Olimpia     | Humberto Micheletti | 17 de abril | 19:15      |
| Motagua            | 1 - 0      | Real España | Nacional            | 17 de abril | 20:00      |
| Total de goles: 12 |            |             |                     |             |            |

| Jornada 13         | Jornada 13 | Jornada 13        | Jornada 13         | Jornada 13  | Jornada 13 |
| Local              | Resultado  | Visitante         | Estadio            | Fecha       | Hora       |
| ------------------ | ---------- | ----------------- | ------------------ | ----------- | ---------- |
| Marathón           | 3 - 2      | Real de Minas     | Yankel Rosenthal   | 21 de abril | 15:06      |
| Real Sociedad      | 3 - 1      | Honduras Progreso | Francisco Martínez | 21 de abril | 15:36      |
| Vida               | 1 - 1      | Motagua           | Ceibeño            | 21 de abril | 17:15      |
| Real España        | 1 - 1      | UPNFM             | Morazán            | 21 de abril | 19:00      |
| Olimpia            | 5 - 0      | Platense          | Nacional           | 21 de abril | 19:00      |
| Total de goles: 18 |            |                   |                    |             |            |

| Jornada 14         | Jornada 14 | Jornada 14    | Jornada 14          | Jornada 14  | Jornada 14 |
| Local              | Resultado  | Visitante     | Estadio             | Fecha       | Hora       |
| ------------------ | ---------- | ------------- | ------------------- | ----------- | ---------- |
| Real España        | 0 - 0      | Real Sociedad | Morazán             | 27 de abril | 19:00      |
| Platense           | 2 - 3      | Motagua       | Excélsior           | 27 de abril | 19:00      |
| UPNFM              | 3 - 1      | Vida          | Marcelo Tinoco      | 27 de abril | 19:00      |
| Honduras Progreso  | 5 - 2      | Real de Minas | Humberto Micheletti | 27 de abril | 19:00      |
| Olimpia            | 2 - 1      | Marathón      | Nacional            | 27 de abril | 19:00      |
| Total de goles: 19 |            |               |                     |             |            |

### Grupo A
Simbología:

Pts: puntos acumulados.

PJ: partidos jugados.

PG: partidos ganados.

PE: partidos empatados.

PP: partidos perdidos.

GF: goles a favor.

GC: goles en contra.

|                                            |    | Equipo            | PJ | G | E | P | GF | GC | Dif. | Pts |
| ------------------------------------------ | -- | ----------------- | -- | - | - | - | -- | -- | ---- | --- |
|                                            | 1. | Real España       | 14 | 4 | 7 | 3 | 17 | 13 | +4   | 19  |
|                                            | 2. | Honduras Progreso | 14 | 3 | 6 | 5 | 20 | 25 | -5   | 15  |
|                                            | 3. | Vida              | 14 | 2 | 8 | 4 | 19 | 23 | -4   | 14  |
|                                            | 4. | Marathón          | 14 | 3 | 5 | 6 | 17 | 22 | -5   | 14  |
|                                            | 5. | Platense          | 14 | 2 | 6 | 6 | 20 | 33 | -13  | 12  |
| Última actualización: 27 de abril de 2021. |    |                   |    |   |   |   |    |    |      |     |

|  | Clasificado directo a semifinales |
|  | Clasificado a la fase final       |
|  | Último lugar                      |

### Grupo B
Simbología:

Pts: puntos acumulados.

PJ: partidos jugados.

PG: partidos ganados.

PE: partidos empatados.

PP: partidos perdidos.

GF: goles a favor.

GC: goles en contra.

|                                            |    | Equipo        | PJ | G  | E | P | GF | GC | Dif. | Pts |
| ------------------------------------------ | -- | ------------- | -- | -- | - | - | -- | -- | ---- | --- |
|                                            | 1. | Olimpia       | 14 | 11 | 2 | 1 | 36 | 9  | +27  | 35  |
|                                            | 2. | Motagua       | 14 | 9  | 4 | 1 | 29 | 14 | +15  | 31  |
|                                            | 3. | UPNFM         | 14 | 5  | 4 | 5 | 20 | 19 | +1   | 19  |
|                                            | 4. | Real Sociedad | 14 | 3  | 8 | 3 | 21 | 21 | 0    | 17  |
|                                            | 5. | Real de Minas | 14 | 0  | 6 | 8 | 11 | 31 | -20  | 6   |
| Última actualización: 27 de abril de 2021. |    |               |    |    |   |   |    |    |      |     |

|  | Clasificado directo a semifinales |
|  | Clasificado a la fase final       |
|  | Último lugar                      |

### Fase final
|  | Repechajes | Repechajes        | Repechajes | Repechajes | Repechajes |  |  | Semifinales | Semifinales       | Semifinales | Semifinales | Semifinales |  |  | Final | Final   | Final | Final | Final |
|  |            |                   |            |            |            |  |  |             |                   |             |             |             |  |  |       |         |       |       |       |
|  |            |                   |            |            |            |  |  | 1B.º        | Olimpia           | 0           | 7           | 7           |  |  |       |         |       |       |       |
|  | 2A.º       | Honduras Progreso | 2          | 4          | 6          |  |  | 2A.º        | Honduras Progreso | 0           | 0           | 0           |  |  |       |         |       |       |       |
|  | 3B.º       | UPNFM             | 3          | 0          | 3          |  |  |             |                   |             |             |             |  |  | 1.°   | Olimpia | 1     | 1     | 2(4)  |
|  |            |                   |            |            |            |  |  |             |                   |             |             |             |  |  | 2.º   | Motagua | 2     | 0     | 2(3)  |
|  |            |                   |            |            |            |  |  | 1A.º        | Real España       | 0           | 1           | 1(6)        |  |  |       |         |       |       |       |
|  | 2B.º       | Motagua           | 1          | 3          | 4          |  |  | 2B.º        | Motagua           | 1           | 0           | 1(7)        |  |  |       |         |       |       |       |
|  | 3A.º       | Vida              | 1          | 0          | 1          |  |  |             |                   |             |             |             |  |  |       |         |       |       |       |

### Repechajes
| 1 de mayo de 2021, 17:00 | UPNFM                                | 3:2 (2:1) | Honduras Progreso       | Estadio Nacional, Tegucigalpa |                          |
|                          | Osorio 14' · Elvir 30' · Guillén 76' | Reporte   | Agámez 3' · Rotondi 78' | Árbitro(s): Álex Morazán      | Árbitro(s): Álex Morazán |

| 5 de mayo de 2021, 19:00 | Honduras Progreso                | 4:0 (1:0) | UPNFM | Estadio Humberto Micheletti, El Progreso |                         |
|                          | Rotondi 4' 76' 101' · Agámez 88' | Reporte   |       | Árbitro(s): Marlon Díaz                  | Árbitro(s): Marlon Díaz |

| 2 de mayo de 2021, 15:06 | Vida      | 1:1 (0:0) | Motagua     | Estadio Ceibeño, La Ceiba     |                               |
|                          | Palma 56' | Reporte   | Moncada 85' | Árbitro(s): Orlando Hernández | Árbitro(s): Orlando Hernández |

| 4 de mayo de 2021, 19:00 | Motagua                                  | 3:0 (0:0) | Vida | Estadio Nacional, Tegucigalpa |                               |
|                          | López 68' · Mayorquín 77' · Klusener 82' | Reporte   |      | Árbitro(s): Jefferson Escobar | Árbitro(s): Jefferson Escobar |

### Final de Grupos
| 1 de mayo de 2021, 18:00 | Real España | 0:0 (0:0) | Olimpia | Estadio Olímpico Metropolitano, San Pedro Sula |                              |
|                          |             | Reporte   |         | Árbitro(s): Héctor Rodríguez                   | Árbitro(s): Héctor Rodríguez |

| 5 de mayo de 2021, 19:00                                        | Olimpia                          | 2:1 (1:1) (Global 2-1) | Real España | Estadio Nacional, Tegucigalpa |                            |
|                                                                 | Chirinos 27' Bengtson 63' (pen.) | Reporte                | Mejía 29'   | Árbitro(s): Nelson Salgado    | Árbitro(s): Nelson Salgado |
| Olimpia Gana por Global 2-1 y se asegura un puesto en la Final. |                                  |                        |             |                               |                            |

### Semifinales
| 8 de mayo de 2021, 18:00 | Honduras Progreso | 0:0 (0:0) | Olimpia | Estadio Humberto Micheletti, El Progreso |                              |
|                          |                   | Reporte   |         | Árbitro(s): Melvin Matamoros             | Árbitro(s): Melvin Matamoros |

| 12 de mayo de 2021, 20:00                             | Olimpia                                                             | 7:0 (3:0) | Honduras Progreso | Estadio Nacional, Tegucigalpa |                            |
|                                                       | Arboleda 3' 41' 49' 51' · Rodríguez 34' · Hernández 61' · Pinto 81' | Reporte   |                   | Árbitro(s): Armando Castro    | Árbitro(s): Armando Castro |
| Olimpia gana 7-0 en el Global y Clasifica a la final. |                                                                     |           |                   |                               |                            |

| 8 de mayo de 2021, 20:00 | Motagua      | 1:0 (1:0) | Real España | Estadio Nacional, Tegucigalpa |                           |
|                          | Galvaliz 29' | Reporte   |             | Árbitro(s): Óscar Moncada     | Árbitro(s): Óscar Moncada |

| 12 de mayo de 2021, 18:00                           | Real España                                                           | 1:0 (0:0) (6:7 p.)         | Motagua                                                                        | Estadio Olímpico Metropolitano, San Pedro Sula |                              |
|                                                     | Montes (Ag.) 86'                                                      | Reporte                    |                                                                                | Árbitro(s): Héctor Rodríguez                   | Árbitro(s): Héctor Rodríguez |
|                                                     |                                                                       | Tiros desde el punto penal |                                                                                |                                                |                              |
|                                                     | Martínez · Rocca · Reyes · Vuelto · García · Flores · Montes · Flores |                            | Moreira · López · Decas · Castellanos · Rougier · Montes · Fernández · Pereira |                                                |                              |
| Motagua gana en Penales 7-6 y clasifica a la final. |                                                                       |                            |                                                                                |                                                |                              |

### Final
| 16 de mayo de 2021, 18:00 | Motagua                                       | 2:1 (1:0) | Olimpia      | Estadio Nacional, Tegucigalpa |                            |
|                           | Moreira 34' (pen.) · Villafranca 90+1' (pen.) | Reporte   | Bengtson 55' | Árbitro(s): Armando Castro    | Árbitro(s): Armando Castro |

| 19 de mayo de 2021, 19:00                                   | Olimpia                                            | 1:0 (1:0) (4:3 p.)         | Motagua                                           | Estadio Nacional, Tegucigalpa |                           |
|                                                             | Bengtson 43'                                       | Reporte                    |                                                   | Árbitro(s): Said Martínez     | Árbitro(s): Said Martínez |
|                                                             |                                                    | Tiros desde el punto penal |                                                   |                               |                           |
|                                                             | Alvarado · Leverón · Hernández · Flores · Bengtson |                            | Moreira · García · Decas · Villafranca · Martínez |                               |                           |
| Olimpia gana en Penales 4-3 y se convierte en Campeonisimo. |                                                    |                            |                                                   |                               |                           |

|                             |
| Campeón Olimpia 33.° título |

## Cambios de entrenadores, jugadores extranjeros y descenso

### Cambios de entrenadores

#### Apertura
| Equipo            | Entrenador saliente | Fecha               | Jor. | Pos. | Entrenador entrante | Fecha               | Jor. |
| ----------------- | ------------------- | ------------------- | ---- | ---- | ------------------- | ------------------- | ---- |
| Platense          | Jhon Jairo López    | 22 de abril de 2021 | Pre. | Pre. | Nicolás Suazo       | 1 de julio de 2021  | Pre. |
| Marathón          | Héctor Vargas       | 29 de abril de 2021 | Pre. | Pre. | Martín García       | 7 de julio de 2021  | Pre. |
| Honduras Progreso | Fernando Araújo     | 13 de mayo de 2021  | Pre. | Pre. | Jhon Jairo López    | 2 de julio de 2021  | Pre. |
| UPNFM             | Salomón Nazar       | 18 de junio de 2021 | Pre. | Pre. | Raúl Cáceres        | 22 de junio de 2021 | Pre. |

#### Clausura
| Equipo            | Entrenador saliente | Fecha                 | Jor.      | Pos.     | Entrenador entrante | Fecha                 | Jor.         |
| ----------------- | ------------------- | --------------------- | --------- | -------- | ------------------- | --------------------- | ------------ |
| Honduras Progreso | David Fúnez         | 30 de octubre de 2020 | Pre.      | Pre.     | Fernando Araújo     | 30 de octubre de 2020 | Pre.         |
| Real España       | Emilson Soto        | 3 de enero de 2021    | Pre.      | Pre.     | Raúl Gutiérrez      | 3 de enero de 2021    | Pre.         |
| Real de Minas     | Israel Canales      | 1 de marzo de 2021    | 1 - 4     | Pre.     | Reynaldo Tilguath   | 1 de marzo de 2021    | 5 -          |
| Real Sociedad     | Carlos Tábora       | 26 de marzo de 2021   | 1 - 9 - 2 | 4B.° 9.° | Héctor Castellón    | 26 de marzo de 2021   | 7 - 10 - 8 - |
| Vida              | Nerlin Membreño     | 10 de abril de 2021   | 1 - 11    | 3A.º     | Fernando Mira       | 11 de abril de 2021   | 12 -         |

### Jugadores extranjeros
- Nota: De acuerdo con los reglamentos impuestos por la Liga Nacional de Fútbol Profesional de Honduras (LNFP) y la Federación Nacional Autónoma de Fútbol de Honduras (FENAFUTH), los equipos hondureños de Primera División están limitados a tener en sus plantillas un máximo de cuatro jugadores extranjeros. Los jugadores extranjeros que ocupan la quinta plaza también poseen la nacionalidad hondureña y, por lo tanto, utilizan carné de jugador nacional.

#### Apertura
| Equipo            | Jugador 1        | Jugador 2             | Jugador 3        | Jugador 4        | Jugador 5       |
| ----------------- | ---------------- | --------------------- | ---------------- | ---------------- | --------------- |
| Olimpia           | Matías Garrido   | Cristian Maidana      | José Cañete      | Yustin Arboleda  |                 |
| Motagua           | Jonathan Rougier | Matías Galvaliz       | Roberto Moreira  | Gonzalo Klusener |                 |
| Real España       | Pablo Pírez      | Matías Soto           | Santiago Correa  | Delis Vargas     |                 |
| Marathón          | Bruno Volpi      | Mathías Techera       | Ryduan Palermo   | Yaudel Lahera    |                 |
| Vida              | Jonathan Mazzola | Cristián Alessandrini |                  |                  |                 |
| Platense          | Luis Jaramillo   | Jesus Araya           | Mauro Leiva      |                  |                 |
| Honduras Progreso | Rafael Agámez    | Miguel Herrera        | Paulo Almeida    | Yerson Gutiérrez | Yeison Mosquera |
| UPNFM             |                  |                       |                  |                  |                 |
| Real de Minas     | Julani Archibald | Pablo Ortiz           | Jorge Almendarez | Jonathan Capacho |                 |
| Real Sociedad     | William Robledo  | Isaías Olariaga       | Henry Cuero      | Jamal Charles    |                 |

#### Clausura
| Equipo            | Jugador 1            | Jugador 2        | Jugador 3          | Jugador 4        | Jugador 5        |
| ----------------- | -------------------- | ---------------- | ------------------ | ---------------- | ---------------- |
| Olimpia           | Matías Garrido       | Cristian Maidana | Yustin Arboleda    | Ezequiel Aguirre |                  |
| Motagua           | Jonathan Rougier     | Matías Galvaliz  | Roberto Moreira    | Gonzalo Klusener |                  |
| Real España       | Franco Flores        | Samuel Gómez     | Omar Rosas         | Ramiro Rocca     |                  |
| Marathón          | Mathías Techera      | Ryduan Palermo   | Yaudel Lahera      | Kevin Hoyos      |                  |
| Vida              | Cristian Arroyave    | Julián Mendoza   | Guillermo Chavasco | Mauro Bustamante | Jesús Venecia    |
| Platense          | Aldair Simanca       | Mateo Zapata     | Sergio Murillo     | Yerson Gutiérrez | Carlos Bernárdez |
| Honduras Progreso | Rafael Agámez        | Juan Leroyer     | José Barreto       | Matías Rotondi   |                  |
| UPNFM             |                      |                  |                    |                  |                  |
| Real de Minas     | Julani Archibald     | Tahir Hanley     | Sebastián Colón    |                  |                  |
| Real Sociedad     | Juan Pablo Domínguez | Breyner Bonilla  | Maikel Reyes       | Jonathan Corzo   |                  |

### Promedio de Descenso
| Pos  | Equipo            | Ap. 2020 | Cl. 2021 | Total | PJ | Promedio |
| ---- | ----------------- | -------- | -------- | ----- | -- | -------- |
| 1.º  | Olimpia           | 34       | 35       | 69    | 28 | 2.4642   |
| 2.º  | Motagua           | 32       | 31       | 63    | 28 | 2.25     |
| 3.º  | Marathón          | 26       | 14       | 40    | 28 | 1.4285   |
| 4.º  | UPNFM             | 18       | 19       | 37    | 28 | 1.3214   |
| 5.º  | Real España       | 16       | 19       | 35    | 28 | 1.25     |
| 6.º  | Vida              | 21       | 14       | 35    | 28 | 1.25     |
| 7.º  | Platense          | 17       | 12       | 29    | 28 | 1.0357   |
| 8.º  | Honduras Progreso | 10       | 15       | 25    | 28 | 0.8928   |
| 9.º  | Real Sociedad     | 5        | 17       | 22    | 28 | 0.7857   |
| 10.º | Real de Minas     | 12       | 6        | 18    | 28 | 0.6428   |

|  |                                                                                 |
|  | El Real de Minas equipo que ocupó esta posición descendió a la Liga de Ascenso. |

## Goleadores
| Pos.                                     | Jugador          | Equipo                | Goles |
| ---------------------------------------- | ---------------- | --------------------- | ----- |
| 1.º                                      | Jerry Bengtson   | Olimpia               | 24    |
| 2.°                                      | Jorge Benguché   | UPNFM (A) Olimpia (C) | 22    |
| 3.º                                      | Roberto Moreira  | Motagua               | 20    |
| 3.º                                      | Yustin Arboleda  | Marathón              | 20    |
| 4.º                                      | Ovidio Lanza     | Juticalpa F. C.       | 16    |
| 5.º                                      | Yerson Gutiérrez | Honduras Progreso     | 15    |
| Última actualización: 19 de mayo de 2019 |                  |                       |       |

## Clasificados a torneos internacionales

### Liga Concacaf
| Clasificado | Liga Concacaf 2021 |
| ----------- | ------------------ |
| Honduras 1  | Olimpia            |
| Honduras 2  | Motagua            |
| Honduras 3  | Marathón           |

- Datos: Q99744331